# Srdce z kamene
Srdce z kamene (v anglickém originále Heart of Stone) je v pořadí čtrnáctá epizoda třetí sezóny seriálu Star Trek: Stanice Deep Space Nine.
Odo a major Kira jsou uvězněni na malém měsíci poblíž Badlands.

## Příběh
Odo a Kira Nerys pronásledují makistické plavidlo do oblasti Badlands, kde přistane na malém měsíci. Když jej následují na povrch a pátrají v jeskyních po jeho pilotovi, je Kira chycena do rostoucí krystalické hmoty, která ji začne postupně obrůstat, až je v něm zcela uvězněna až po hlavu a očekává smrt. Když je Kiřin život v ohrožení, Odo si uvědomí, jak hluboké city k ní chová a vše jí poví. Díky Kiřině reakci na toto vyznání Odo ale zjistí, že to vlastně vůbec major není. Kira i s krystalem se změní do své skutečné podoby – jedná se o Tvůrkyni, která chtěla, aby se Odo vrátil zpět do Velkého článku, neboť by uvěřil, že Kira je mrtvá. Žádní Makisté zde tedy vůbec nefigurovali, vše byla zástěrka, aby Oda přesvědčila o smrti jeho přítelkyně. Odo poté nalezne pravou Kiru uspanou v blízké chodbě a oba se bezpečně vrátí na stanici.
Mezitím se na Deep Space Nine snaží Nog přesvědčit komandéra Siska, že chce jít studovat na Akademii a případně i dále sloužit ve Hvězdné flotile. Poté, co Sisko otestuje Noga zadanou tvrdou prací, zeptá se jej, proč chce jako první Fereng vstoupit do Flotily. Nog neochotně vysvětlí, že nechce být jako jeho otec Rom, který usiluje o zisk, aniž „na to má boltce“. Komandéra tím přesvědčí a ten mu slíbí, že zašle Flotile dopis s doporučením.

## Zajímavosti
- Tvůrkyně zde splnila slib o opětovném setkání, který dala Odovi ve druhé části dvojepizody „Pátrání“.
- Poprvé je uveden původ Odova jména.
- Touto epizodou začíná dějová linie o Nogovi a jeho snaze stát se důstojníkem Hvězdné flotily.